# جسیکا لیوینگستون
جسیکا لیوینگستون (انگلیسی: Jessica Livingston؛ زادهٔ ۱۹۷۱) شریک تأسیس شرکت وای کامبینیتر و نویسنده آمریکایی است.